# 普雷斯登肖爾萊克斯埃斯泰茨
普雷斯登肖爾萊克斯埃斯泰茨（英語：Presidential Lakes Estates）是位於美國新澤西州伯靈頓縣的普查規定居民點。

## 人口
根據2020年美國人口普查的數據，普雷斯登肖爾萊克斯埃斯泰茨的面積為2.97平方千米，當中陸地面積為2.89平方千米，而水域面積為0.08平方千米。當地共有人口2353人，而人口密度為每平方千米792.26人。